# Rozdzielczość optyczna
Rozdzielczość optyczna – wielkość określająca zdolność systemu przetwarzania obrazu do rozróżnienia szczegółów odwzorowywanego obiektu.
Układ przetwarzania obrazu może mieć wiele składników, takich jak soczewki oraz podzespoły służące do zapisu lub wyświetlania obrazu. Każdy z nich, jak również ośrodek, w którym odbywa się odwzorowywanie obrazu, ma swój wkład w rozdzielczość optyczną.

## Rozdzielczość lateralna
Rozdzielczość jest funkcją odległości pomiędzy dwoma rozróżnialnymi punktami promieniującymi. Niżej podano teoretyczne oszacowanie rozdzielczości, ale rzeczywiste wartości mogą się różnić. Wyniki są oparte na matematycznym modelu plamki Airy’ego, który zakłada odpowiedni poziom kontrastu. W systemach o niskim kontraście rozdzielczość może być znacznie niższa niż przewidywana przez opisywaną teorię. Rzeczywiste systemy optyczne są złożone i trudności praktyczne często zwiększają odległość między rozpoznawalnymi źródłami punktowymi.
Rozdzielczość systemu jest oparta na minimalnej odległości {\displaystyle r,} w której można wyróżnić indywidualne punkty. Do określania ilościowo, czy punkty mogą być rozróżnione, stosuje się kilka sposobów.
Jedna z metod zakłada, że na linii łączącej środki dwóch punktów, kontrast pomiędzy maksymalnym a minimalnym natężeniem powinien być co najmniej o 26% niższy niż maksimum. Odpowiada to zachodzeniu centrum jednego dysku Airy’ego na pierwszy ciemny pierścień drugiego. Ten sposób rozdzielania znany jest również jako kryterium Rayleigha. We wzorze matematycznym odległość jest określona następująco:
{\displaystyle r={\frac {1{,}22\lambda }{2n\sin {\theta }}}={\frac {0{,}61\lambda }{\mathrm {NA} }},}
gdzie:
{\displaystyle r} – minimalna odległość między rozróżnialnymi punktami, w tych samych jednostkach co {\displaystyle \lambda ,}
{\displaystyle \lambda } – długość fali światła; długość fali emisji w przypadku fluorescencji,
{\displaystyle n} – współczynnik załamania ośrodka w okolicy punktu promieniującego,
{\displaystyle \theta } – kąt połówkowy stożka światła, który dostaje się do celu,
{\displaystyle \mathrm {NA} } – apertura numeryczna.
Inny wzór stosowany do mikroskopii konfokalnej, używany także w mikroskopii tradycyjnej. W skanujących laserowych mikroskopach konfokalnych szerokość połówkowa funkcji rozmycia punktu jest często używana w celu uniknięcia trudności pomiaru dysku Airy’ego, co w połączeniu z rastrową formą oświetlenia daje wynik o wyższej rozdzielczości, choć zależność jest wciąż proporcjonalna do {\displaystyle \lambda ,} podobnie do kryterium Rayleigha podanego wyżej
{\displaystyle r={\frac {0{,}4\lambda }{\mathrm {NA} }}.}
W literaturze dotyczącej mikroskopii powszechnie jest stosowany wzór na rozdzielczość, który traktuje wyżej wymienione podejście do kontrastu inaczej. Rozdzielczość przewidywana tym wzorem jest proporcjonalna do zależności kryterium Rayleigha, ale różni się o około 20%. Do szacowania teoretycznej rozdzielczości wzór ten może być wystarczający.
{\displaystyle r={\frac {\lambda }{2n\sin {\theta }}}={\frac {\lambda }{2\mathrm {NA} }}.}
Gdy do oświetlania próbki jest używany kondensor, musi być uwzględniony kształt strumienia światła emitowanego przez kondensor.
{\displaystyle r={\frac {1{,}22\lambda }{\mathrm {NA} _{obj}+\mathrm {NA} _{kond}}}.}
W poprawnie skonfigurowanym mikroskopie, {\displaystyle \mathrm {NA} _{obj}+\mathrm {NA} _{kond}=2\mathrm {NA} _{obj}.}
Powyższe szacunki rozdzielczości mają zastosowanie w przypadku, w którym dwa identyczne, bardzo małe źródła światła promieniują bezładnie we wszystkich kierunkach. Inne elementy muszą być brane pod uwagę, jeśli źródła mają różną intensywność promieniowania, są spójne, duże lub promieniują w sposób przestrzennie niejednolity.

## Rozdzielczość obiektywu
Zdolność rozróżnienia szczegółów przez soczewkę zależy od jakości soczewki, ale ograniczona jest przez zjawisko dyfrakcji. Światło pochodzące z jakiegoś punktu obiektu ugina się przechodząc przez aperturę obiektywu tak, że tworzy obraz dyfrakcyjny. Obraz dyfrakcyjny ma centralny jasny dysk i otaczające go pierścienie na zmianę ciemne i jasne; forma ta jest znana jako krążek Airy’ego, a centralny dysk jako plamka Airy’ego. Promień kątowy plamki Airy’ego (mierzony od środka do pierwszego ciemnego pierścienia) podaje wzór:
{\displaystyle \theta =1{,}22{\frac {\lambda }{D}},}
gdzie:
{\displaystyle \theta } jest rozdzielczością kątową w radianach,
{\displaystyle \lambda } jest długością fali światła w metrach,
{\displaystyle D} jest średnicą otworu obiektywu w metrach.
Dwa sąsiadujące ze sobą punkty obiektu powodują powstanie dwóch obrazów dyfrakcyjnych. Jeżeli odległość kątowa pomiędzy dwoma punktami jest znacznie mniejsza niż promień kątowy dysku Airy’ego, to te dwa punkty nie mogą zostać rozróżnione w obrazie; jeśli ich odstęp kątowy jest znacznie większy od tej wielkości, powstają dwa różne obrazy tych punktów i mogą być rozróżnione. Rayleigh określił nieco arbitralnie „kryterium Rayleigha”, według którego dwa punkty, których odstęp kątowy równy jest promieniowi kątowemu plamki Airy’ego mogą być uznane za rozdzielone. Należy zauważyć, że czym większa średnica soczewki lub jej apertura, tym większa rozdzielczość. Teleskopy astronomiczne są budowane z coraz większymi obiektywami, aby móc „zobaczyć” coraz większą ilości szczegółów w obrazie nieba.
Jedynie najwyższej jakości soczewki mają rozdzielczość ograniczoną przez kryterium dyfrakcyjne. Zwykle jakość soczewki ogranicza możliwość rozpoznania szczegółów. Zdolność ta jest wyrażona przez optyczną transmitancję operatorową (OTF), która opisuje przestrzenne (kątowe) zmiany sygnału świetlnego w funkcji przestrzennej (kątowej) częstotliwości. Gdy obraz jest rzutowany na płaską powierzchnię, taką jak film fotograficzny lub detektor półprzewodnikowy, częstotliwość przestrzenna jest preferowaną składową, ale gdy bierze się pod uwagę obraz w samej soczewce, korzystnie jest użyć częstotliwości kątowej. OTF można rozłożyć na dwie składowe: modułu i fazy w następujący sposób:
{\displaystyle \mathbf {OTF(\xi ,\eta )} =\mathbf {MTF(\xi ,\eta )} \cdot \mathbf {PTF(\xi ,\eta )} ,}
gdzie:
{\displaystyle \mathbf {MTF(\xi ,\eta )} =|\mathbf {OTF(\xi ,\eta )} |}
{\displaystyle \mathbf {PTF(\xi ,\eta )} =e^{-i2\cdot \pi \cdot \lambda (\xi ,\eta )}}
{\displaystyle (\xi ,\eta )} to częstotliwość przestrzenna odpowiednio w płaszczyźnie x i y.
OTF odpowiada za aberrację optyczną. Składowa wielkości (moduł) jest znana jako funkcja przeniesienia modulacji (MTF), a składowa fazowa jako funkcja przeniesienia fazy (PTF).
W systemie tworzenia obrazu składowa fazowa zwykle nie jest rejestrowana przez czujnik, a więc w takich systemach adekwatny jest MTF. Faza jest bardzo ważna w optyce adaptatywnej i systemach holograficznych.

## Rozdzielczość przetwornika (przestrzenna)
Niektóre przetworniki optyczne są przeznaczone do wykrywania różnic przestrzennych energii fali elektromagnetycznej. Należą do nich błona fotograficzna, urządzenia półprzewodnikowe (CCD, CMOS, czujniki i detektory podczerwieni, takie jak PtSi i InSb), czujniki lampowe (vidicon, plumbicon i fotopowielacze stosowane w urządzeniach noktowizyjnych), czujniki skanujące (używane głównie w podczerwieni), piroelektryki i mikrobolometry. Zdolność takich detektorów do rozróżnienia różnic przestrzennych energii zależy głównie od wielkości elementów detekcyjnych.
Rozdzielczość przestrzenna jest zazwyczaj wyrażana w parach linii na milimetr, liniach na wysokość ekranu (najczęściej w wideo analogowym), w liczbie cykli na mm w zależności od MTF. MTF może być obliczone przez transformację Fouriera dwuwymiarowej funkcji próbkowania przestrzennego. Mniejsze piksele dają szersze krzywe MTF, a tym samym lepsze wykrywanie energii o wyższej częstotliwości.
Jest to analogiczne do wykonywania transformacji Fouriera z próbkowania sygnału; ponieważ w tym przypadku czynnikiem dominującym jest okres próbkowania, który jest analogiczny do wielkości elementu obrazu (piksela).
Inne czynniki, które wpływają na rozdzielczość to szum pikseli, przesłuch między pikselami, penetracja podłoża i współczynnik wypełnienia.
Powszechnym problemem w popularnych publikacjach jest użycie liczby pikseli detektora do opisu rozdzielczości. Jeżeli wszystkie czujniki miałyby ten sam rozmiar, byłoby to do przyjęcia. Ponieważ rozmiary są różne, wykorzystanie liczby pikseli może być mylące. Na przykład 2-megapikselowy aparat z pikselami o rozmiarze 20 mikrometrów kwadratowych będzie miał gorszą rozdzielczość niż kamera 1 megapikselowa z pikselami o wymiarze 64 mikrometrów kwadratowych, przy identycznych pozostałych parametrach.
Do pomiaru rozdzielczości producenci filmu zazwyczaj publikują wykres odpowiedzi (%) w funkcji częstotliwości przestrzennej (cykle na milimetr). Wykres jest wyznaczany doświadczalnie. Producenci przetworników półprzewodnikowych i kamer zwykle publikują specyfikacje, z których użytkownik może uzyskać teoretyczną wartość MTF zgodnie z procedurą opisaną poniżej. Niektórzy również publikują krzywe MTF, podczas gdy inni producenci (zwłaszcza wzmacniaczy) publikują odpowiedź (%) przy częstotliwości Nyquista lub, alternatywnie, publikują częstotliwość, przy której reakcja wynosi 50%.
Aby znaleźć teoretyczną krzywą MTF dla czujnika, należy znać trzy jego właściwości: aktywny obszar detekcji, całą powierzchnię obejmującą zarówno aktywny detektor, jak i struktury połączeń i wsporników (całkowita powierzchnia czujnika) i całkowitą liczbę tych obszarów (liczbę pikseli). Całkowita liczba pikseli jest prawie zawsze podana. Czasem są podane wymiary aktywnego czujnika, z czego można obliczyć powierzchnię całkowitą. Parametr wielkości wypełnienia FF określa stosunek powierzchni aktywnej do całkowitej powierzchni czujnika.
{\displaystyle FF={\frac {a\cdot b}{c\cdot d}}}
gdzie:
- aktywny obszar piksela ma wymiary {\displaystyle a\times b}
- przestrzeń zajęta przez piksel ma wymiary {\displaystyle c\times d.}

W notacji Gaskilla obszar detekcji jest funkcją grzebieniową 2D comb {\displaystyle (x,y)} odległości między pikselami (skoku), splecioną z funkcją 2D rect {\displaystyle (x,\,y)} obszaru aktywnego piksela, ograniczonym przez funkcję 2D rect {\displaystyle (x,y)} całkowitego wymiaru czujnika. Transformacja Fouriera jest funkcją grzebieniową {\displaystyle \operatorname {comb} (\xi ,\eta )} zależną od odległości między pikselami, splecioną z {\displaystyle \operatorname {sinc} (\xi ,\eta )} zależną od liczby pikseli i pomnożoną przez {\displaystyle \operatorname {sinc} (\xi ,\eta )} odpowiadającą powierzchni aktywnej. Ta ostatnia funkcja służy jako obwiednia funkcji MTF; jeżeli liczba pikseli jest znacznie większa niż jeden, aktywna powierzchnia pola dominuje MTF.
Funkcja próbkowania:
{\displaystyle \mathbf {S} (x,y)=\left[\operatorname {comb} \left({\frac {x}{c}},{\frac {y}{d}}\right)*\operatorname {rect} \left({\frac {x}{a}},{\frac {y}{b}}\right)\right]\cdot \operatorname {rect} \left({\frac {x}{M\cdot c}},{\frac {y}{N\cdot d}}\right)}
gdzie czujnik ma {\displaystyle M\times N} pikseli
{\displaystyle {\begin{aligned}\mathbf {MTF_{sensor}} (\xi ,\eta )&={\mathcal {FF}}(\mathbf {S} (x,y))\\&=[\operatorname {sinc} ((M\cdot c)\cdot \xi ,(N\cdot d)\cdot \eta )*\operatorname {comb} (c\cdot \xi ,d\cdot \eta )]\cdot \operatorname {sinc} (a\cdot \xi ,b\cdot \eta )\end{aligned}}}

## Rozdzielczość przetwornika (czasowa)
System przetwarzania obrazu działający z prędkością 24 klatki na sekundę jest zasadniczo dyskretnym układem próbkowania obszaru dwuwymiarowego. Do takiego systemu mają zastosowanie ograniczenia opisane przez Nyquista, takie same jak do każdego systemu próbkowania sygnału.
Wszystkie czujniki mają charakterystyczny czas reakcji. Błona filmowa ma ograniczenia rozdzielczości czasowej zarówno w krótkich, jak i długich okresach czasu na skutek efektu Schwarzschilda. Typowo efekt ten objawia się przy ekspozycji dłuższej niż 1 sekunda lub krótszej niż 1/10 000 sekundy. Ponadto film wymaga systemu mechanicznego, aby przesunąć go poprzez mechanizm ekspozycji lub ruchomego układu optycznego, aby go odsłonić. Te elementy ograniczają prędkość, z którą mogą być naświetlone kolejne klatki.
Matryce CCD i CMOS to współcześnie preferowane czujniki wideo. Prędkość CCD jest ograniczona przez szybkość transportu nośnika ładunku. Matryce CMOS mają tę zaletę, że poszczególne komórki są adresowalne i są również szybsze od CCD, co jest powodem ich użycia w fotografii, szczególnie o wysokiej prędkości.
Lampy analizujące, takie jak widikony i plumbikony oraz Przetwornik obrazu mają swoje specyficzne zastosowania. Szybkość, z jaką można je próbkować, zależy od szybkości rozpadu użytego luminoforu. Na przykład luminofor P46 ma czas rozpadu poniżej 2 mikrosekund, a czas rozpadu P43 jest rzędu 2-3 ms. P43 jest więc bezużyteczny dla częstotliwości powyżej 1000 klatek na sekundę.
Czujniki piroelektryczne reagują na zmiany temperatury. Dlatego sceny statyczne nie zostaną zarejestrowane, a więc wymagają przesłon obrotowych. Mają one również czas zaniku, a więc są ograniczone zarówno w zakresie małych, jak i dużych częstotliwości.
Jeśli obiekty wewnątrz sceny są w ruchu w stosunku do systemu przetwarzania obrazu, wynikające poruszenie spowoduje mniejszą rozdzielczość przestrzenną. Krótkie czasy integracji zminimalizują rozmycie obrazu, ale czas integracji jest ograniczony czułością czujnika. Ponadto, ruch obiektów pomiędzy klatkami w filmach wpłynie na cyfrowe systemy kompresji filmu (np. MPEG-1, MPEG-2). Istnieją także systemy pobierania próbek, które wymagają prawdziwego lub pozornego ruchu wewnątrz aparatu (lustra skanujące, migawki żaluzjowe), które mogą prowadzić do nieprawidłowego odtworzenia obrazu ruchu. Dlatego czułość czujnika i inne czynniki związane z czasem będą miały bezpośredni wpływ na rozdzielczość przestrzenną.

## Wpływ przepustowości analogowej na rozdzielczość
Rozdzielczość przestrzenna systemów cyfrowych (np. HDTV lub VGA) jest stała, niezależnie od pasma analogowego, ponieważ każdy piksel jest digitalizowany, przesyłany i przechowywany jako wartość dyskretna. Aparaty cyfrowe, kamery wideo i wyświetlacze muszą być tak dobrane, aby rozdzielczość była taka sama jak kamery do wyświetlenia. Jednak w systemach analogowych rozdzielczość kamery, urządzenia do nagrywania, a także okablowania, wzmacniaczy, nadajników, odbiorników i wyświetlaczy może od siebie być niezależna i ogólna rozdzielczość systemu jest zdefiniowana przez przepustowość elementu o najniższej wydajności.
W systemach analogowych każda linia pozioma jest przesyłana jako sygnał analogowy o wysokiej częstotliwości. Każdy element obrazu (piksel) jest więc przekształcany w wartość analogową (napięcia), a więc zmianom w wartości między pikselami odpowiadają zmiany napięcia. Standardy transmisji wymagają, aby pobieranie próbek odbywało się w ustalonym czasie, więc więcej pikseli na linii wymaga większej liczby zmian napięcia w jednostce czasu, czyli wyższej częstotliwości. Ponieważ takie sygnały są zazwyczaj ograniczone przez pasma kabli, wzmacniaczy itp., ograniczenia te działają jako efektywny filtr dolnoprzepustowy rozdzielczości przestrzennej.
Przy transmisji w standardzie NTSC każde pole zawiera 262,5 linii, a 59,94 pola są transmitowane co sekundę. Każda linia musi zatem trwać 63 mikrosekundy, z czego 10,7 jest zużywane na przesunięcie do następnej linii. Aby obraz miał w przybliżeniu taką samą rozdzielczość poziomą i pionową, system powinien być w stanie wyświetlić 228 cykli na linię, wymagając pasma 4,28 MHz.
Sygnały w systemie PAL transmituje klatki rzadziej (50 Hz), ale sekcja zawiera więcej linii i jest szersza, wymagania dotyczące szerokości pasma są podobne.

## Rozdzielczość systemu
Istnieją dwie metody określania rozdzielczości systemu. Pierwszą z nich jest przeprowadzenie szeregu dwóch splotów całkowych, najpierw obrazu z obiektywem, a następnie wynik tej operacji z czujnikiem, i tak dalej przez wszystkie składniki systemu. To jest obliczeniowo kosztowne i musi być wykonywane na nowo dla każdego składnika przeznaczonego do rejestracji obrazu.
{\displaystyle {\begin{aligned}\mathbf {Image(x,y)\ } &\mathbf {=Object(x,y)*PSF_{atmosphere}(x,y)} \\&\mathbf {\,*\,PSF_{lens}(x,y)*PSF_{sensor}(x,y)} \\&\mathbf {\,*\,PSF_{transmission}(x,y)*PSF_{display}(x,y)} \end{aligned}}}
Inną metodą jest transformacja każdego z elementów systemu w domenę częstotliwości przestrzennej, i następnie wymnożenie wyników 2-D. Reakcja systemu może być ustalona bez odniesienia do obiektu. Chociaż sposób ten jest o wiele trudniejszy do zrozumienia pojęciowo, jest łatwiejszy w użyciu obliczeniowym, zwłaszcza w przypadku testowania różnych wersji modelu systemu.
Transformacją używaną jest przekształcenie Fouriera.
{\displaystyle {\begin{aligned}\mathbf {MTF_{sys}(\xi ,\eta )\ } &\mathbf {=MTF_{atmosphere}(\xi ,\eta )\cdot MTF_{lens}(\xi ,\eta )} \\&\mathbf {\ \cdot \ MTF_{sensor}(\xi ,\eta )\cdot MTF_{transmission}(\xi ,\eta )} \\&\mathbf {\ \cdot \ MTF_{display}(\xi ,\eta )} \end{aligned}}}